# ترانه‌شناسی مایلی سایرس
مایلی سایرس، خواننده آمریکایی، هشت آلبوم استودیویی، سه آلبوم زنده، دو آلبوم چندآهنگه و ۳۶ تک‌آهنگ منتشر کرده‌است. سایرس با فروش ۷۵ میلیون تک‌آهنگ و ۲۵ میلیون آلبوم در سراسر جهان، و در مجموع ۱۰۰ میلیون اثر، یکی از پرفروش‌ترین هنرمندان در تمام دوران‌ها است. در ژوئن ۲۰۰۷، دومین موسیقی متن مجموعه هانا مونتانا و اولین آلبوم استودیویی سایرس به‌طور مشترک توسط والت دیزنی رکوردز و هالیوود رکوردز به عنوان آلبوم دوتایی هانا مونتانا ۲: ملاقات با مایلی سایرس منتشر شد. این پروژه در ایالات متحده به شماره یک رسید. دیسک آخر آن شامل تک‌آهنگ «دوباره می‌بینمت» بود که به اولین آهنگ سایرس که به ده آهنگ برتر جدول‌ها در ایالات متحده، استرالیا و کانادا رسید، تبدیل شد. او در اولین آلبوم زنده خود، کنسرت بهترین هر دو جهان، که در مارس ۲۰۰۸ منتشر شد، هفت ترانه را به عنوان خودش (مایلی سایرس) و هفت ترانه را به عنوان شخصیت داستانی‌اش در مجموعه (هانا مونتانا) اجرا کرد.
دومین آلبوم استودیویی او، قطع رابطه، در ژوئیه ۲۰۰۸ منتشر شد و در صدر جدول‌های ایالات متحده، استرالیا و کانادا قرار گرفت. تک‌آهنگ اصلی این آلبوم با عنوان «۷ چیز» در ایالات متحده، استرالیا و نروژ به جداول ۱۰ آهنگ برتر رسید. اولین آلبوم چندآهنگه او با عنوان بهترین وقت زندگی‌مون در اوت ۲۰۰۹ منتشر گردید و آهنگ «پارتی در آمریکا» از این آلبوم، جزء ۵ آهنگ برتر در ایالات متحده، کانادا، ایرلند و نیوزیلند قرار گرفت. مایلی سومین آلبوم استودیویی خود با عنوان رام‌نشدنی را در ژوئن ۲۰۱۰ منتشر کرد که جزء ۵ آلبوم برتر در ایالات متحده، استرالیا، اتریش، کانادا، آلمان، ایرلند، ایتالیا و نیوزیلند شد. در حالی که آهنگ «رام‌نشدنی» در ایالات متحده، کانادا، ایرلند و نیوزیلند به ۱۰ آهنگ برتر رسیده بود، از نظر تجاری این آلبوم نسبت به کارهای قبلی او موفقیت کمتری داشت.
چهارمین آلبوم استودیویی مایلی با عنوان بنگرز از طریق آرسی‌ای رکوردز در اکتبر ۲۰۱۳ منتشر شد و در صدر جداول ایالات متحده، استرالیا، کانادا، ایرلند، نروژ و انگلستان قرار گرفت. آهنگ‌های «ما نمی‌تونیم متوقف شیم» و «توپ مخرب» از این آلبوم، هر دو به رتبه ۱ در انگلستان رسیدند و همچنین آهنگ اول در نیوزیلند و آهنگ دوم در ایالات متحده و کانادا به شماره ۱ رسیدند. پنجمین آلبوم وی با عنوان، مایلی سایرس و حیوانات خانگی مرده‌اش، به صورت رایگان در اوت ۲۰۱۵ منتشر شد و در نتیجه در جداول قرار نگرفت. سایرس ششمین آلبوم خود را با نام اکنون جوانتر در سپتامبر ۲۰۱۷ منتشر کرد که جزء ۵ آلبوم برتر در ایالات متحده، استرالیا، کانادا، ایرلند و نیوزیلند قرار گرفت. آهنگ اصلی این آلبوم با نام «مالیبو» در استرالیا، کانادا، نروژ و نیوزیلند به رتبه ۵ آهنگ برتر رسید. در سال ۲۰۱۹، مایلی دومین آلبوم چندآهنگه خود را با عنوان اون داره میاد منتشر کرد.

## آلبوم‌ها

### آلبوم‌های استودیویی
| عنوان                                                                         | جزئیات آلبوم                                                                                     | موقعیت در جدول‌ها | موقعیت در جدول‌ها | موقعیت در جدول‌ها | موقعیت در جدول‌ها | موقعیت در جدول‌ها | موقعیت در جدول‌ها | موقعیت در جدول‌ها | موقعیت در جدول‌ها | موقعیت در جدول‌ها | موقعیت در جدول‌ها | گواهی‌نامه‌ها | فروش             |
| عنوان                                                                         | جزئیات آلبوم                                                                                     | ایالات متحده     | استرالیا         | اتریش            | کانادا           | آلمان            | ایرلند           | ایتالیا          | نروژ             | نیوزلند          | پادشاهی متحده    | گواهی‌نامه‌ها | فروش             |
| ----------------------------------------------------------------------------- | ------------------------------------------------------------------------------------------------ | ---------------- | ---------------- | ---------------- | ---------------- | ---------------- | ---------------- | ---------------- | ---------------- | ---------------- | ---------------- | --- | ---------------- |
| ملاقات با مایلی سایرس                                                         | - انتشار: ۲۶ ژوئن ۲۰۰۷ - ناشر: Walt Disney , Hollywood - فرمت‌ها: سی‌دی، digital download          | ۱                | ۲۰               | ۱۳               | ۳                | —                | —                | —                | ۸                | ۶                | —                | - RIAA: 3× Platinum - ARIA: Platinum - BPI: Gold - MC: 2× Platinum - RMNZ: Gold                                   |                  |
| قطع رابطه                                                                     | - انتشار: ۲۲ ژوئیه ۲۰۰۸ - ناشر: Hollywood - فرمت‌ها: سی‌دی، digital download                       | ۱                | ۱                | ۱۲               | ۱                | ۲۴               | ۱۱               | ۶                | ۱۵               | ۲                | ۱۰               | - RIAA: Platinum - ARIA: Platinum - BPI: Platinum - BVMI: Gold - IFPI AUT: Gold - IRMA: Platinum - RMNZ: Platinum |                  |
| رام‌نشدنی                                                                      | - انتشار: ۱۹ ژوئن ۲۰۱۰ - ناشر: Hollywood - فرمت‌ها: سی‌دی، digital download                        | ۳                | ۴                | ۲                | ۲                | ۴                | ۵                | ۴                | ۸                | ۲                | ۸                | - ARIA: Gold - BPI: Silver                                                                                        | - US: 351,000    |
| بنگرز                                                                         | - انتشار: ۸ اکتبر ۲۰۱۳ - ناشر: RCA - فرمت‌ها: سی‌دی، LP , digital download                         | ۱                | ۱                | ۴                | ۱                | ۹                | ۱                | ۳                | ۱                | ۲                | ۱                | - RIAA: 3× Platinum - ARIA: Platinum - BPI: Gold - IFPI AUT: Gold - IFPI NOR: Gold - MC: 2× Platinum              | - US: 1,003,000  |
| مایلی سایرس و حیوانات خانگی مرده‌اش                                            | - انتشار: ۳۰ اوت ۲۰۱۵ - ناشر: RCA, Smiley Miley - فرمت‌ها: Digital download, streaming            | —                | —                | —                | —                | —                | —                | —                | —                | —                | —                | |                  |
| اکنون جوان‌تر                                                                  | - انتشار: ۲۹ سپتامبر ۲۰۱۷ - ناشر: آرسی‌ای - فرمت‌ها: سی‌دی، دانلود دیجیتالی، ال‌پی، استریم           | ۵                | ۲                | ۸                | ۳                | ۱۶               | ۵                | ۹                | ۹                | ۴                | ۸                | - کانادا: طلا | - آمریکا: ۳۳٬۰۰۰ |
| قلب‌های پلاستیکی                                                               | - انتشار: ۲۷ نوامبر ۲۰۲۰ - ناشر: آرسی‌ای - فرمت‌ها: سی‌دی، دانلود دیجیتالی، ال‌پی، استریم            | ۲                | ۳                | ۸                | ۱                | ۱۵               | ۳                | ۹                | ۶                | ۲                | ۴                | - بریتانیا: طلا - نروژ: طلا - نیوزیلند: طلا                                                                       | - آمریکا: ۲۰٬۰۰۰ |
| تعطیلات تابستانی بی‌پایان                                                      | - تاریخ انتشار: ۱۰ مارس ۲۰۲۳ - ناشر: کلمبیا رکوردز - فرمت‌ها: سی‌دی، دانلود دیجیتالی، ال‌پی، استریم | ۳                | ۱                | ۱                | ۲                | ۲                | ۱                | ۴                | ۱                | ۱                | ۱                | | - آمریکا: ۵۵٬۰۰۰ |
| نشانهٔ «—» مواردی را نشان می‌دهد که در آن کشور منتشر نشده یا به جدول نرسیده‌اند. |                                                                                                  |                  |                  |                  |                  |                  |                  |                  |                  |                  |                  | |                  |

### آلبوم‌های زنده
| عنوان                                                                         | جزئیات آلبوم                                                                             | موقعیت در جدول‌ها | موقعیت در جدول‌ها | موقعیت در جدول‌ها | موقعیت در جدول‌ها | موقعیت در جدول‌ها | موقعیت در جدول‌ها | موقعیت در جدول‌ها | موقعیت در جدول‌ها | موقعیت در جدول‌ها | موقعیت در جدول‌ها | گواهی‌نامه‌ها  |
| عنوان                                                                         | جزئیات آلبوم                                                                             | US               | AUS              | AUT              | BEL (FL)         | BEL (WA)         | CAN              | GER              | IRE              | NZ               | UK               | گواهی‌نامه‌ها  |
| ----------------------------------------------------------------------------- | ---------------------------------------------------------------------------------------- | ---------------- | ---------------- | ---------------- | ---------------- | ---------------- | ---------------- | ---------------- | ---------------- | ---------------- | ---------------- | ------------ |
| کنسرت بهترین هر دو جهان                                                       | - Released: ۱۱ مارس ۲۰۰۸ - Label: Walt Disney, Hollywood - Formats: CD, digital download | ۳                | ۱۶               | ۱۴               | ۶                | ۱۰۰              | ۳                | ۹۴               | ۱۰               | ۲۷               | ۲۹               | - ARIA: Gold |
| آی‌تیونز زنده از لندن                                                          | - Released: ۲۳ آوریل ۲۰۰۹ - Label: Hollywood - Formats: Digital download                 | —                | —                | —                | —                | —                | —                | —                | —                | —                | —                |              |
| نشانهٔ «—» مواردی را نشان می‌دهد که در آن کشور منتشر نشده یا به جدول نرسیده‌اند. |                                                                                          |                  |                  |                  |                  |                  |                  |                  |                  |                  |                  |              |

## آلبوم‌های چندآهنگه
| عنوان                                                                         | جزئیات آلبوم                                                                          | موقعیت در جدول‌ها | موقعیت در جدول‌ها | موقعیت در جدول‌ها | موقعیت در جدول‌ها | موقعیت در جدول‌ها | موقعیت در جدول‌ها | موقعیت در جدول‌ها | موقعیت در جدول‌ها | موقعیت در جدول‌ها | موقعیت در جدول‌ها | گواهی‌نامه‌ها                                                                                           |
| عنوان                                                                         | جزئیات آلبوم                                                                          | US               | AUS              | AUT              | CAN              | GER              | IRE              | ITA              | NOR              | NZ               | UK               | گواهی‌نامه‌ها                                                                                           |
| ----------------------------------------------------------------------------- | ------------------------------------------------------------------------------------- | ---------------- | ---------------- | ---------------- | ---------------- | ---------------- | ---------------- | ---------------- | ---------------- | ---------------- | ---------------- | --- |
| The Time of Our Lives                                                         | - Released: ۲۸ اوت ۲۰۰۹ - Label: Hollywood - Formats: CD, digital download            | ۲                | ۱۱               | ۵                | ۹                | ۹                | ۹                | ۳۲               | ۳۳               | ۹                | ۱۷               | - RIAA: Platinum - ARIA: Gold - BPI: Gold - BVMI: Gold - IFPI AUT: Gold - IRMA: Platinum - RMNZ: Gold |
| Spotify Singles                                                               | - Released: ۲۵ اکتبر ۲۰۱۷ - Labels: RCA, Sony - Formats: Digital download, streaming  | —                | —                | —                | —                | —                | —                | —                | —                | —                | —                | |
| Spotify Singles - Holiday                                                     | - Released: ۲۹ نوامبر ۲۰۱۷ - Labels: RCA, Sony - Formats: Digital download, streaming | —                | —                | —                | —                | —                | —                | —                | —                | —                | —                | |
| She Is Coming                                                                 | - Released: ۳۱ مه ۲۰۱۹ - Label: RCA - Formats: Digital download                       | ۵                | ۱۰               | ۲۱               | ۴                | ۷۴               | ۱۹               | ۴۴               | ۴                | ۱۴               | ۱۸               | |
| نشانهٔ «—» مواردی را نشان می‌دهد که در آن کشور منتشر نشده یا به جدول نرسیده‌اند. |                                                                                       |                  |                  |                  |                  |                  |                  |                  |                  |                  |                  | |